# Y Fro Gymraeg
La Y Fro Gymraeg (literalment “l'àrea de la llengua gal·lesa”, pronunciat [ə vroːˈɡəmrɑːɨɡ]) és el nom que s'utilitza sovint per referir-se a l'àrea lingüística de Gal·les on la majoria o gran part de la població parla el gal·lès; és el centre de la llengua gal·lesa i es pot comparar en aquest aspecte a la Gàidhealtachd d'Escòcia o la Gaeltacht d'Irlanda. Tanmateix, i tot i els seus equivalents a Irlanda, la Y Fro Gymraeg actualment no disposa del reconeixement oficial per part del govern.

## Àrees de la Y Fro Gymraeg

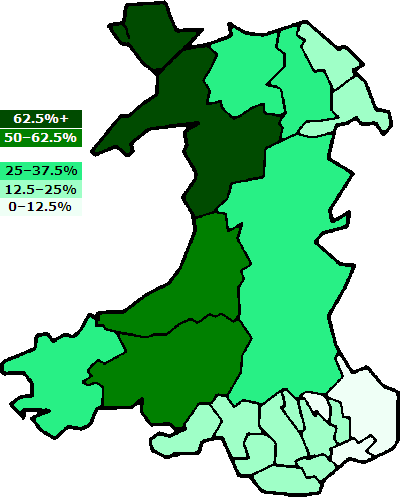
Àrees de parla gal·lesa en l'actual País de Gal·les

A finals del segle xix, pràcticament tota la part occidental del País de Gal·les, des d'Anglesey fins a part de Pembrokeshire i Carmarthenshire, formava part de la Bro (“zona”), i també s'hi incloïen parts significatives de la part oest de Powys i de l'antic comtat de Clwyd. Tot i així, actualment el territori on la llengua té una presència majoritària s'ha reduït a quatre comtats del país, en què també s'hi afegeixen algunes comunitats dels comtats del voltant.
Els quatre comtats principals amb una majoria de parlants de gal·lès són Gwynedd, Carmarthenshire (Sir Gaerfyrddin), Ceredigion i Anglesey (Ynys Môn), encara que fins i tot en aquests territoris hi ha pobles en què el gal·lès no té una presència significativa. Algunes àrees del voltant, incloses freqüentment a la Bro, amb un percentatge significatiu de parlants de gal·lès, inclouen parts de Neath Port Talbot (Castell-nedd Port Talbot), parts de la zona occidental de Powys, el nord de Pembrokeshire (Sir Benfro), les terres altes de Conwy i les planes de Denbigshire (Sir Ddinbych), Flintshire (Sir y Fflint) i parts del districte de Swansea (Abertawe).

## Educació, serveis públics i senyalització
L'educació a la Y Fro Gymraeg es basa en la immersió lingüística en gal·lès, que correspon al 70% de l'horari escolar, de mitjana, i serveix per assegurar que tots els nens i nenes de la regió rebin la seva educació amb el gal·lès com a llengua vehicular.
En el camp de la senyalització en carreteres, aquesta llengua apareix en primer terme, i en el nom gal·lès oficial dels topònims. Aquest fet també es produeix fins i tot en àrees on el gal·lès no predomina. Finalment, les publicacions oficials en general són bilingües, on sovint apareix primer el text en gal·lès en els territoris de la Y Fro Gymraeg.